# Dewar (cráter)

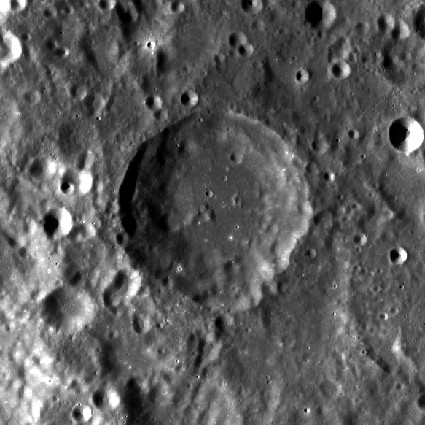
Fotografía de la misión Lunar Reconnaissance Orbiter

Dewar es un cráter de impacto que se encuentra en la cara oculta de la Luna. A menos de un diámetro del cráter al sursudoeste aparece el cráter Stratton, y Vening Meinesz se halla a poco más de un diámetro del cráter hacia el noroeste. El borde levemente gastado de este cráter es más o menos circular, con una pequeña protuberancia hacia afuera a lo largo del borde sur. El suelo interior está marcado por varios impactos pequeños a lo largo del lado oriental.
|  |

## Cráteres satélite
Por convención estos elementos son identificados en los mapas lunares poniendo la letra en el lado del punto medio del cráter que está más cerca de Dewar.
|       | \| Dewar \| Coordenadas \| Diámetro \| \| ----- \| ----------------------------- \| -------- \| \| E \| 2°18′S 167°48′E / -2.3, 167.8 \| 15 km \| \| F \| 2°48′S 167°30′E / -2.8, 167.5 \| 14 km \| \| S \| 3°06′S 163°54′E / -3.1, 163.9 \| 23 km \| |          |
| Dewar | Coordenadas | Diámetro |
| E     | 2°18′S 167°48′E / -2.3, 167.8 | 15 km    |
| F     | 2°48′S 167°30′E / -2.8, 167.5 | 14 km    |
| S     | 3°06′S 163°54′E / -3.1, 163.9 | 23 km    |